# 大櫛エリカ
大櫛 エリカ（おおくし エリカ、1980年9月25日 - ）は、日本のタレント。旧芸名は大櫛 江里加（おおくし えりか）。
神奈川県出身。
血液型A型。身長158.7cm。スリーサイズはB85、W59、H85。靴のサイズ23.5。

## 略歴・人物
父親が長崎県五島列島出身。3兄妹の長女（弟と妹がいる）。
テレビ東京の番組『ASAYAN』放送の収録に観客として遊びに来ていたところ、スカウトされる。『ASAYAN』のデビュー予備軍“AIS”のメンバーとして、「乱発オーディション」に参加、オファーは最後までかからなかったものの、同じくAISのメンバーであった、田口理恵と片桐華子とともに、3人組ユニット「Say a Little Prayer」として河村隆一のプロデュースによりデビュー。
1999年の解散後は、少しの間休業（女子美術短期大学へ進学）していたが、2002年、女優として復帰。女優・タレント活動の他、芸能人女子フットサルチーム「南葛シューターズ」にも所属していた（背番号は「17→9」）。
趣味はアウトドアスポーツ。特にボディボードはNSAクラス認定テスト3級を持つ。
- 2006年 視力回復のためにレーシックを行ったことを公表。
- 2007年2月から株式会社アシックスのイメージキャラクター[3]。
- 2006年12月、ホノルルマラソン4時間08分。
- 2007年7月、ゴールドコーストマラソン3時間45分。
- 2007年11月、ニューヨークシティーマラソン3時間52分。
- 2008年2月、東京マラソン3時間47分。
- 2008年4月、北マリアナ諸島スポーツ観光親善大使に就任。日本人女性では初。
- 2010年11月13日、フリーデザイナーと横浜市にて挙式・披露宴。
- 2011年2月、東京マラソン3時間24分。
- 2011年7月11日、第1回館山わかしおトライアスロンで1時間23分48秒を記録して女性2位[4]。
- 2013年1月、第1子女児を出産[5]。
- 2015年、第2子を妊娠[5]。
- 2016年5月14日、第2子男児を出産[6]。

## 出演

### 映画
- おれさま（2003年、2004年公開、ギャガ・コミュニケーションズ） - 香役
- ユニットバスシンドローム（2004年、2005年公開、リュックサックマン） - サチ役
- 鞄 -KABAN-（2004年、未公開、クリエイティブビジョン） - 美里役
- Wスティール（2005年、2006年公開、クリエイティブビジョン）〜2005年ゆうばり国際ファンタスティック映画祭フォーラム部門出品

### テレビドラマ
- きみはペット（2003年4月 - 6月、TBS）
- 末っ子長男姉三人（2003年10月 - 12月、TBS）
- Deep Love ホスト（2005年1月 - 3月、テレビ東京）
- 宿命 1969-2010 -ワンス・アポン・ア・タイム・イン・東京-（2010年2月、テレビ朝日） 看護師 役

### 情報バラエティ
- EX WORLD（2004年 - 、EXスポーツ） - ナビゲーター
- Beach Angels - 大櫛江里加inテニアン島（2004年、TBSチャンネル）
- 夢の扉 〜NEXT DOOR〜（2005年 - 、TBS） - ドリームナビゲーター
- MIT REVOLUTIONS（2006年 - 2007年、BS日テレ） - MC
- やじうまプラス（2007年4月- 2009年3月、テレビ朝日） - 寄り道ランニングMAP
- 熱血!!ゴルフ女子部（2009年4月- 9月、テレビ朝日）
- easy sports（2009年5月18日-2009年5月22日、テレビ朝日）
- 名機の肖像 魅惑のヴィンテージカメラ（BSジャパン）
- 大人の習い事「デジカメ散歩」（2010年4月11日-6月27日、BSジャパン）
- ラウンドエンジェル宮下＆絹川のテンカウント。～時々 岡田～（あっ!とおどろく放送局、2011年2月13日）

### CM
- ホーユー - メンズビゲン ワンプッシュ「気付かれない篇」（2003年）
- ケイ・オプティコム（2004年）
- オタフクソース - らっきょう酢（2006年）

## 作品

### DVD
- 湘南最高!!（2006年、インピアンクープロダクションズ） - サーフィンのDVD